# Catocala columbina
Catocala columbina és una espècie de papallona nocturna de la subfamília Erebinae i la família Erebidae.
Es troba a Sichuan, Zhejiang, Taiwan i Japó.

## Subespècies
- Catocala columbina columbina
- Catocala columbina okurai Sugi, 1965 (Taiwan)
- Catocala columbina yoshihikoi Ishizuka, 2002 (Japó)